# 贝里尼
贝里尼（法語：Bérigny，法語發音：[beʁiɲi]）是法国芒什省的一个市镇，位于该省东北部，属于圣洛区和圣洛城市圈公共社区，其市镇面积为12.15平方公里，2022年1月1日时人口数量为442人。
贝里尼是圣洛城市圈公共社区的组成部分。

## 行政
贝里尼的邮政编码为50810，INSEE市镇编码为50046。

## 地理
贝里尼（49°8'34"N, 0°56'27"W）位于法国西北部，诺曼底大区西部和芒什省东部偏北。
与贝里尼接壤的市镇包括：拉巴佐克、利托、蒙菲凯、瑟里西拉福雷、埃勒河畔圣乔治、埃勒河畔圣日耳曼、圣让代勒、圣皮埃尔德瑟米伊。
埃勒河自南向北流经市中心。境内以浅丘为主，镇中心位于一处缓谷之中。
按照柯本气候分类法，贝里尼属于温带海洋性气候，全年温差较小，降水分布均匀。

## 历史
贝里尼历史上长期为一处普通村落，中世纪出现教堂，法国大革命后成为芒什省的一个市镇。
1812年，埃勒河畔圣康坦整体并入贝里尼市镇范围内。

## 交通
连接圣洛和巴约的D972线经过贝里尼境内，并通过一条支线连接镇中心。

## 政治
现任贝里尼市长为但尼·勒克吕兹先生（Denis Lecluze），他是一名无党派人士。

## 人口
| 年份   | 1936 | 1946 | 1954 | 1962 | 1968 | 1975 | 1982 | 1990 | 1999 | 2006 | 2011 | 2016 | 2018 |
| ------ | ---- | ---- | ---- | ---- | ---- | ---- | ---- | ---- | ---- | ---- | ---- | ---- | ---- |
| 人口數 | 460  | 406  | 445  | 386  | 372  | 314  | 340  | 359  | 367  | 363  | 394  | 423  | 429  |

## 社会
贝里尼镇中心有一处汽车修理厂。

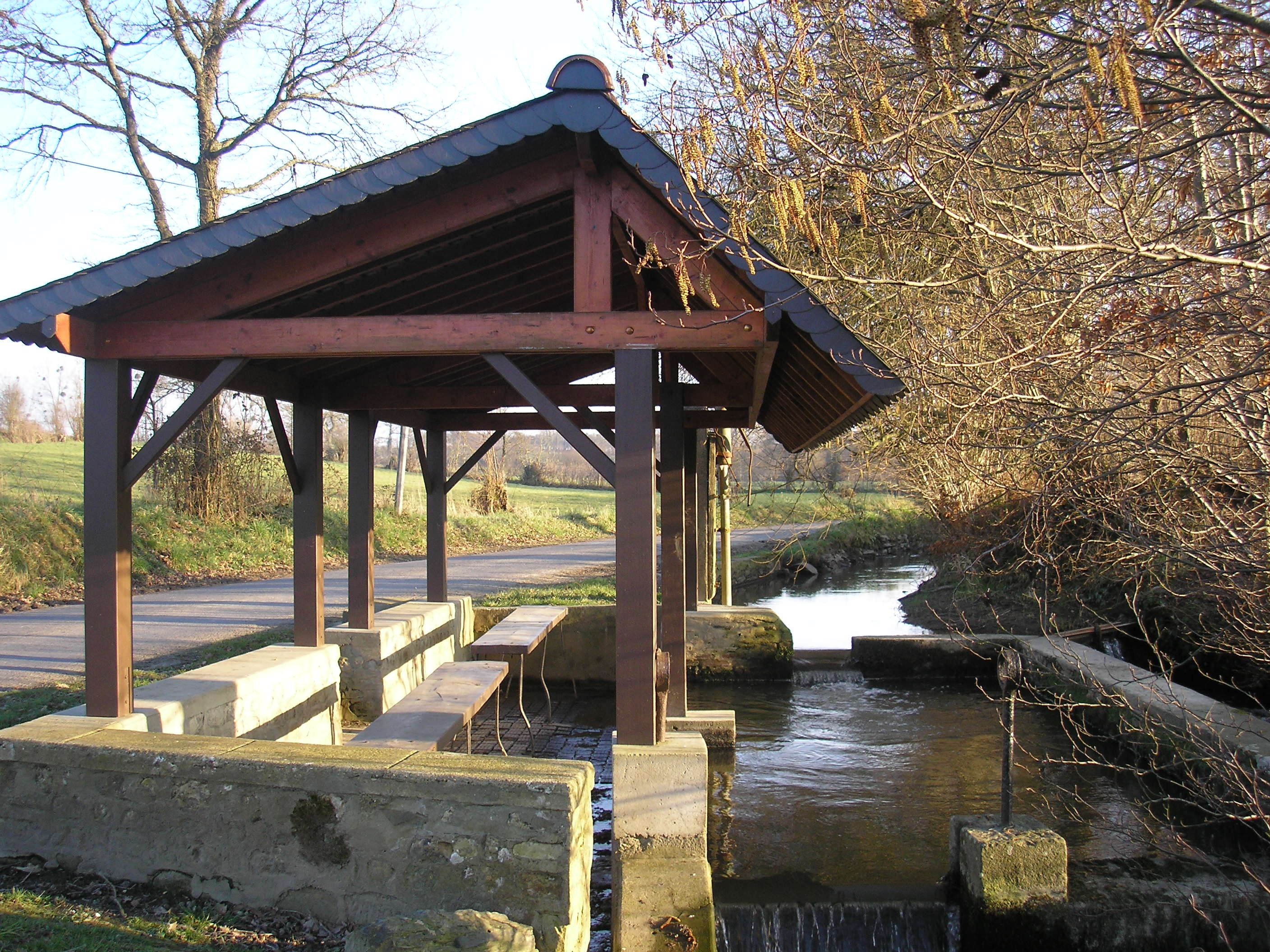
洗衣池

贝里尼-塞里西体育联盟（A.S. Bérigny-Cerisy）是当地的一支足球俱乐部，参加地方性足球联赛。

## 景观
埃勒河畔圣康坦小教堂是法国国家文物保护单位。